# Pico da Lagoinha
O Pico da Lagoinha é uma elevação portuguesa localizada na freguesia açoriana da Serreta, concelho de Angra do Heroísmo, ilha Terceira, arquipélago dos Açores.
Este acidente montanhoso de origem vulcânico encontra-se geograficamente localizado na parte Oeste da ilha Terceira, eleva-se a 786 metros de altitude acima do nível do mar e encontra-se intimamente relacionado com a formação geológica dos contrafortes do vulcão da Serra de Santa Bárbara do qual faz parte, fazendo com esta montanha parte da maior formação geológica da ilha Terceira que se eleva a 1021 metros acima do nível do mar e faz parte do conjunto montanhoso denominado como Serra de Santa Bárbara.
Junto da esta formação geológica encontra-se a Lagoinha, e a Ribeira das Lapas que depois de receber vários afluentes com águas captadas no próprio pico da Lagoinha e em partes dos restantes contrafortes da Serra de Santa Bárbara se precipita no mar na costa da Serreta.